# 江岸里駅
江岸里駅（カンアンニえき、강안리역）は、朝鮮民主主義人民共和国咸鏡北道穏城郡に位置する朝鮮民主主義人民共和国鉄道省咸北線と城坪線の鉄道駅である。

## 歴史
- 1924年11月1日：開業[1]。

## 隣の駅
朝鮮民主主義人民共和国鉄道省
咸北線
鍾城駅 - 江岸里駅 - 水口浦駅
城坪線
江岸里駅 - 城坪駅